# Antwerp Giants
Gli Antwerp Giants, noti anche come Port of Antwerp Giants o più semplicemente Racing Basket Antwerp, sono una società cestistica avente sede ad Anversa, in Belgio. Fondata nel 1995 dalla fusione del Sobabee e del Racing Mechelen, gioca nel campionato belga.
Disputa le partite interne nella Lotto Arena, che ha una capacità di 5.218 spettatori.

## Roster 2021-2022
Aggiornato al 14 gennaio 2022.
|    | Naz.                   | Ruolo | Sportivo            | Anno | Alt. | Peso | Note |
| -- | ---------------------- | ----- | ------------------- | ---- | ---- | ---- | ---- |
| 0  | Islanda (bandiera)     | P     | Elvar Friðriksson   | 1994 | 183  | 84   |      |
| 5  | Stati Uniti (bandiera) | AG    | Matt Tiby           | 1992 | 203  | 104  |      |
| 9  | Belgio (bandiera)      | P     | Niels Van Den Eynde | 2000 | 180  | 74   |      |
| 10 | Belgio (bandiera)      | GA    | Seppe D'Espallier   | 1999 | 197  | 81   |      |
| 11 | Belgio (bandiera)      | A     | Thijs De Ridder     | 2003 | 203  | 98   |      |
| 13 | Belgio (bandiera)      | AP    | Niels De Ridder     | 2001 | 196  | 98   |      |
| 14 | Belgio (bandiera)      | C     | Roby Rogiers        | 1997 | 206  | 110  |      |
| 17 | Stati Uniti (bandiera) | P     | Jaylen Hands        | 1999 | 191  | 82   |      |
| 22 | Stati Uniti (bandiera) | G     | Markel Brown        | 1992 | 191  | 86   |      |
| 25 | Stati Uniti (bandiera) | C     | Cameron Krutwig     | 1998 | 206  | 116  |      |
| 29 | Belgio (bandiera)      | A     | Jean-Marc Mwema     | 1989 | 195  | 100  |      |
| 32 | Belgio (bandiera)      | G     | Dennis Donkor       | 1991 | 194  | 87   |      |

### Staff tecnico
| Allenatore: | carica vacante |
| Assistente: | Randy Oveneke  |

## Palmarès
- Campionato belga: 1

1999-2000
- Coppa del Belgio: 5

2000, 2007, 2019, 2020, 2023
- Supercoppa del Belgio: 2

2007, 2016

## Cestisti
- Ian Hanavan 2007-2008